# Alizarin
Alizarin (systematický název 1,2-dihydroxyantrachinon) je organická sloučenina, významná jako výrazné červené barvivo. Jedná se o derivát antrachinonu.

## Chemické a fyzikální vlastnosti
Alizarin je jeden z deseti izomerů dihydroxyantrachinonu. Je rozpustný v hexanu a chloroformu. Alizarin lze použít při důkazové reakci přítomnosti hlinitých iontů díky tomu, že s nimi tvoří červený komplex.

## Využití
Alizarin se vyskytuje u svízele mořenovitého, křídlatky japonské a u různých druhů morind a mořen. Původně byl alizarin převážně získáván z kořenů mořeny barvířské, u které se vyskytuje i ve stonku a listech.
K barvení se používal už ve starověké Indii, Persii i v Egyptě, v 10. století se dostal na území Malé Asie a okolo 13. století už byl znám v Evropě. V roce 1868 byl poprvé uměle syntetizován z antrachinonu. Od roku 1871, kdy byla zavedena komerční výroba syntetického alizarinu, se v přírodní formě používá jen zřídka. Při barvení bavlny, vlny nebo hedvábí se látka nejprve musí impregnovat oxidem kovu, na kterém pak závisí i výsledná barva: oxid hliníku dává červené zbarvení produktu, oxid železa fialovou a chromu hnědočervenou. Používání kovových kationtů ale škodí životnímu prostředí, proto existují snahy o jejich nahrazení přírodními látkami.

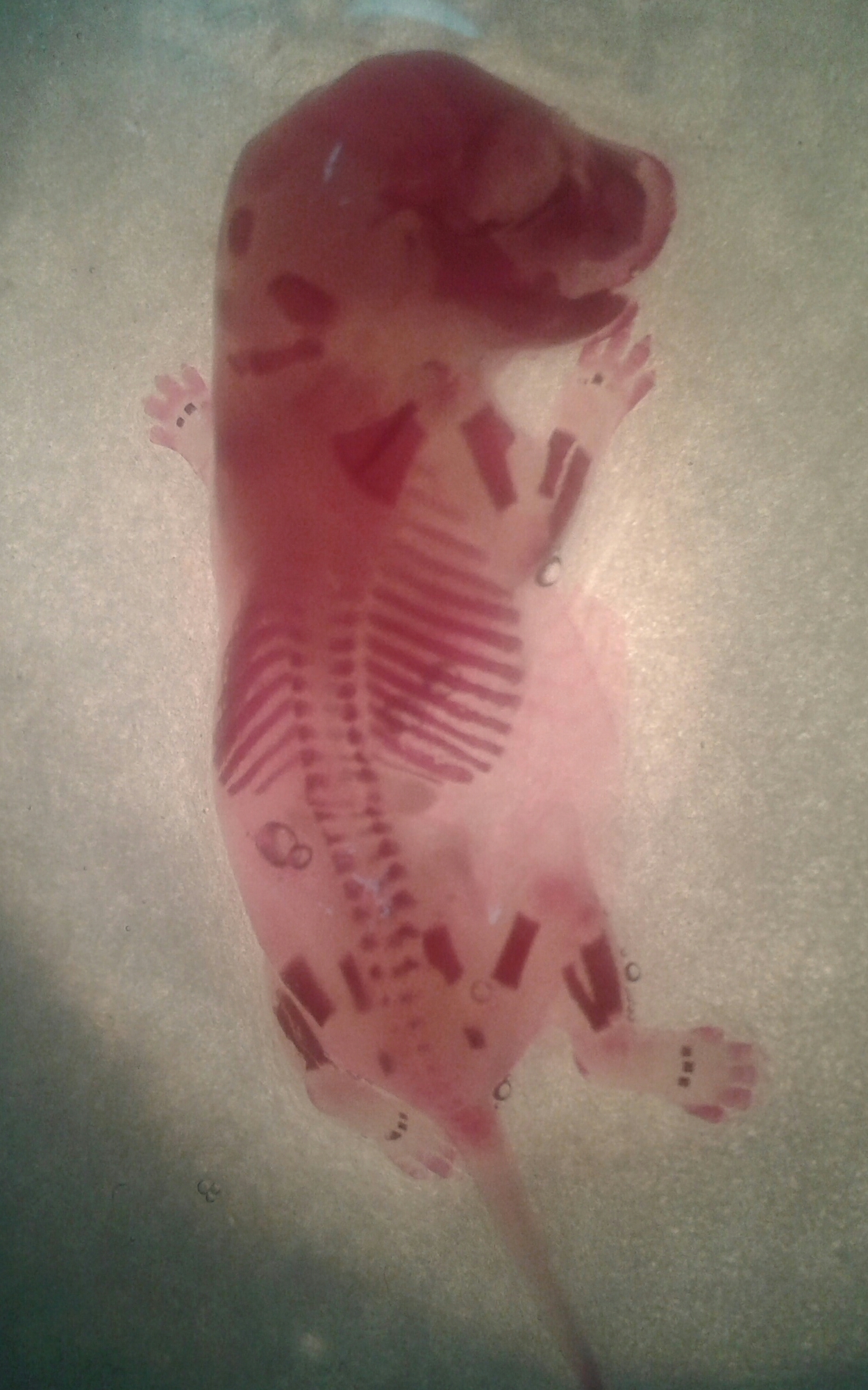
Kostra krysího embrya obarvená alizarinem pro snadnější studium osteogeneze

Už v roce 1567 bylo pozorováno, že zvířatům se po požití alizarinu barví zuby a kosti do červena. Obarveny alizarinem mohou být jak vápenaté ionty, tak čistý vápník, a zbarvení je ještě výraznější díky fluorescenci při osvětlení zeleným světlem. Od 20. století jsou pomocí něj zkoumány kostry obratlovců včetně fosilií.